# Casaleone
Casaleone là một đô thị ở tỉnh Verona trong vùng Veneto của Ý, có cự ly khoảng 90 km về phía tây nam của Venice và khoảng 35 km về phía đông nam của Verona. Tại thời điểm ngày 31 tháng 12 năm 2004, đô thị này có dân số 6.010 người và diện tích là 38,3 km².
Đô thị Casaleone có các frazioni (các đơn vị trực thuộc, chủ yếu là các làng) Sustinenza and Venera.
Casaleone giáp các đô thị: Cerea, Gazzo Veronese, Ostiglia, và Sanguinetto.